# Глибока Долина (Миргородський район)
Глибо́ка Доли́на —  село в Україні, в Миргородському районі Полтавської області. Населення становить 101 осіб. Входить до складу Краснолуцької сільської громади.
Після ліквідації Гадяцького району у липні 2020 року увійшло до Миргородського району.

## Географія
Село Глибока Долина розташоване на відстані 1 км від села Мала Побиванка.
По селу тече струмок, що пересихає із заґатою.
Через село пролягає автомобільний шлях Т 1904.

## Населення

### Мова
Розподіл населення за рідною мовою за даними перепису 2001 року:
| Мова       | Кількість | Відсоток |
| ---------- | --------- | -------- |
| українська | 97        | 96.04%   |
| російська  | 4         | 3.96%    |
| Усього     | 101       | 100%     |

## Назва
На території України 6 населених пункти із назвою Глибока Долина.

## Історія
- 1852 — дата заснування.
- Село постраждало внаслідок геноциду українського народу, проведеного окупаційним урядом СРСР 1923-1933 та 1946-1947 роках.
- До 2018 року орган місцевого самоврядування — Малопобиванська сільська рада.

## Відомі люди
- ПАВЛЕНКО Павло Леонтійович, 1889 р. н., с. Хоменкове Липоводолинського р-ну Сумської обл., українець, із селян, освіта початкова. Проживав у с. Глибока Долина Гадяцького р-ну Полтавської обл. Колгоспник. Заарештований 16 грудня 1937 р. Засуджений Полтавським обласним судом 16 квітня 1938 р. за ст. 54-10 ч. 1 КК УРСР до 7 років позбавлення волі. Реабілітований Полтавською обласною прокуратурою 9 березня 1995 р.[3]